# Hedenbergit
Hedenbergit ist ein häufig vorkommendes Mineral aus der Mineralklasse der „Silikate und Germanate“ mit der Endgliedzusammensetzung CaFe2+[Si2O6] und ist damit chemisch gesehen ein Calcium-Eisen-Silikat. Strukturell zählt Hedenbergit zu den Ketten- und Bandsilikaten (Inosilikate).
Hedenbergit kristallisiert im monoklinen Kristallsystem und entwickelt meist kurzprismatische, säulige bis nadelige Kristalle bis etwa 5 cm Größe in radialstrahligen oder großstengeligen Mineral-Aggregaten, kommt aber auch in Form körniger, blättriger oder derber Massen vor. von dunkelgrüner, braungrüner, brauner oder schwarzer Farbe bei weißer bis grauer Strichfarbe.
Hedenbergit bildet eine vollkommene Mischreihe mit Diopsid und Johannsenit.

## Etymologie und Geschichte
Erstmals gefunden wurde Hedenbergit 1819 am Tunaberg bei Nyköping in Schweden und beschrieben durch Jöns Jakob Berzelius, der das Mineral nach M.A. Ludwig Hedenberg, einem schwedischen Chemiker und Mitarbeiter Berzelius’ benannte.

## Klassifikation
In der veralteten 8. Auflage der Mineralsystematik nach Strunz gehörte der Hedenbergit zur Mineralklasse der „Silikate“ und dort zur Abteilung „Kettensilikate und Bandsilikate (Inosilikate)“, wo er gemeinsam mit Diopsid und Johannsenit in der „Diopsid-Reihe“ mit der Systemnummer VIII/D.01b steht.
In der zuletzt 2018 überarbeiteten Lapis-Systematik nach Stefan Weiß, die formal auf der alten Systematik von Karl Hugo Strunz in der 8. Auflage basiert, erhielt das Mineral die System- und Mineralnummer VIII/F.01-060. Dies entspricht der Klasse der „Silikate“ und dort der Abteilung „Ketten- und Bandsilikate“, wo Hedenbergit zusammen mit Aegirin, Aegirin-Augit, Augit, Davisit, Diopsid, Esseneit, Grossmanit, Jadeit, Jervisit, Johannsenit, Kanoit, Klinoenstatit, Klinoferrosilit, Kosmochlor, Kushiroit, Namansilit, Natalyit, Omphacit, Petedunnit, Pigeonit, Spodumen und Tissintit die Gruppe der „Klinopyroxene“ mit der Systemnummer VIII/F.01 bildet.
Die von der International Mineralogical Association (IMA) zuletzt 2009 aktualisierte 9. Auflage der Strunz’schen Mineralsystematik ordnet den Hedenbergit in die Klasse der „Silikate und Germanate“ und dort in die Abteilung „Ketten- und Bandsilikate (Inosilikate)“ ein. Hier ist das Mineral in der Unterabteilung „Ketten- und Bandsilikate mit 2-periodischen Einfachketten Si2O6; Pyroxen-Familie“ zu finden, wo es zusammen mit Augit, Davisit, Diopsid, Esseneit, Johannsenit, Kushiroit und Petedunnit die „Ca-Klinopyroxene, Diopsidgruppe“ mit der Systemnummer 9.DA.15 bildet.
In der vorwiegend im englischen Sprachraum gebräuchlichen Systematik der Minerale nach Dana hat Hedenbergit die System- und Mineralnummer 65.01.03a.02. Das entspricht der Klasse der „Silikate“ und dort der Abteilung „Kettensilikatminerale“. Hier findet er sich innerhalb der Unterabteilung „Kettensilikate: Einfache unverzweigte Ketten, W=1 mit Ketten P=2“ in der Gruppe „C2/c Klinopyroxene (Ca-Klinopyroxene)“, in der auch Diopsid, Augit, Johannsenit, Petedunnit, Esseneit und Davisit eingeordnet sind.

## Kristallstruktur
Hedenbergit kristallisiert monoklin in der Raumgruppe C2/c (Raumgruppen-Nr. 15) mit den Gitterparametern a = 9,845 Å; b = 9,024 Å; c = 5,245 Å und β = 104,74° sowie vier Formeleinheiten pro Elementarzelle.

## Bildung und Fundorte
Hedenberg bildet sich in metamorphen, calciumreichen Gesteinen wie eisenhaltigen Skarnen und Pyroxen-Gneisen. Er kann sich aber auch magmatisch in alkalischen Graniten und Syeniten oder in Xenolithen von Kimberlit bilden. Begleitmineral in Eisenformationen ist unter anderem der Grunerit, in Graniten und Syeniten sind es vor allem Arfvedsonit, Fayalit und Quarz.
Weltweit konnte Hedenbergit bisher (Stand: 2010) an rund 450 Fundorten nachgewiesen werden, so unter anderem in Afghanistan, Ägypten, Algerien, der Antarktis, Argentinien, Äthiopien, Australien, Brasilien, Bulgarien, Chile, China, Deutschland, Eritrea, Frankreich, Griechenland, Grönland, Guatemala, Honduras, Indonesien, Israel, Italien, Japan, Kamerun, Kanada, Kenia, Kolumbien, Nord- und Südkorea, Kosovo, Madagaskar, Marokko, Mexiko, Mongolei, Namibia, Nepal, Neuseeland, Nigeria, Norwegen, Oman, Österreich, Pakistan, Peru, Polen, Portugal, Rumänien, Russland, Schweden, Schweiz, Spanien, St. Lucia, Slowakei, Südafrika, Tadschikistan, Tschechien, Türkei, Ukraine, Ungarn, Usbekistan, im Vereinigten Königreich (Großbritannien), in den Vereinigten Staaten (USA), Vietnam und in der Westsahara.